# Odo av Bayeux

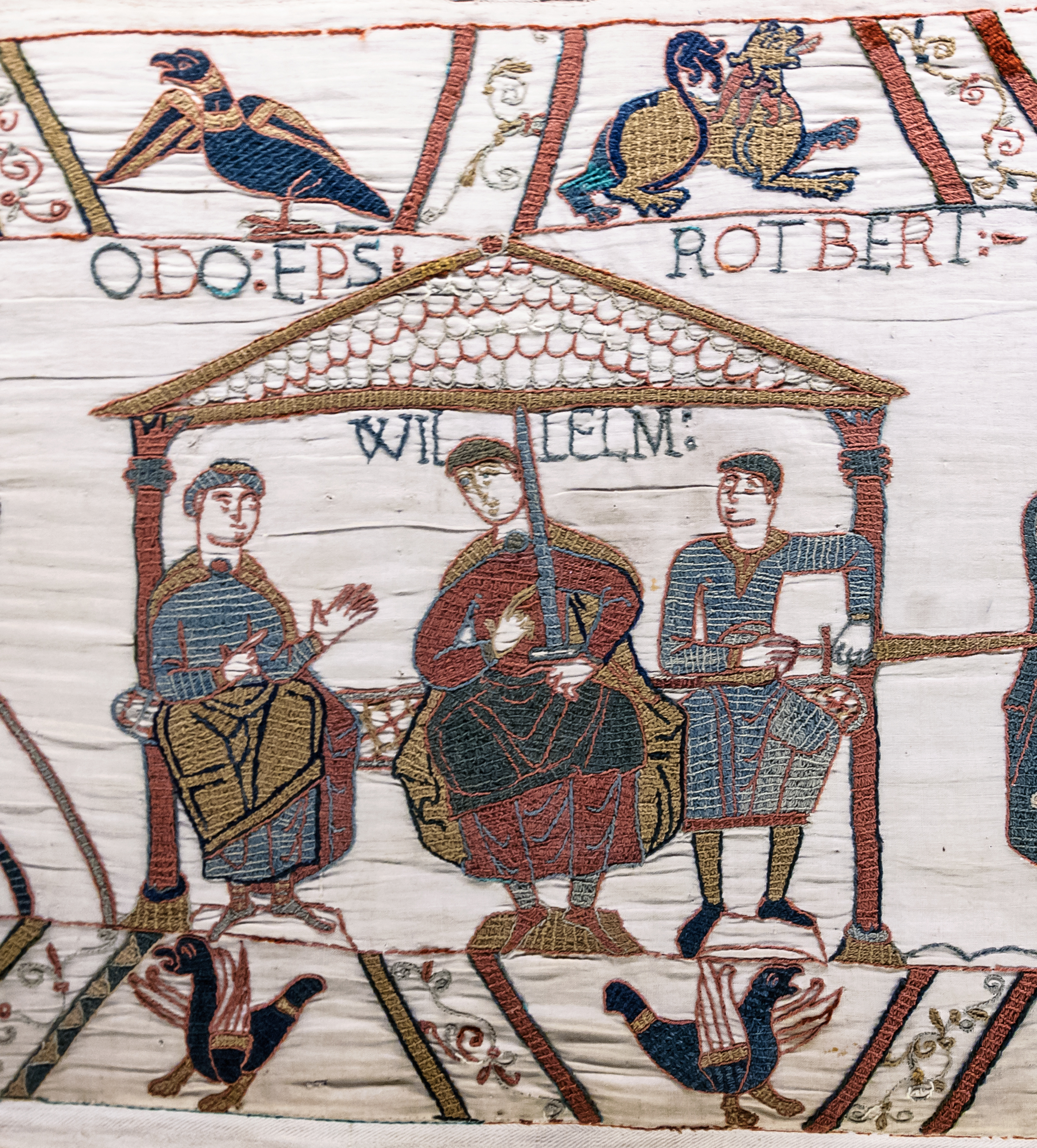
Avsnitt av Bayeuxtapeten, där Odo ses sitta till vänster om sin halvbror, Vilhelm Erövraren.

Odo av Bayeux, född omkring 1036, död 1097, var en normandisk biskop och engelsk earl, halvbror till Vilhelm Erövraren, och var vid den tiden den näst rikaste i England, efter kungen. 
Han var son till Vilhelm Erövrararens mor Herleva, och Herluin, vicomte av Conteville. Greve Robert av Mortain var hans yngre bror. Det råder osäkerhet kring hans födelseår, vissa menar att han fötts så tidigt som 1030, att han varit omkring 19 år snarare än 14 år, då Vilhelm gjorde honom till biskop av Bayeux 1049.
Trots att han var prästvigd, är han främst känd som militär och statsman. Han bekostade skepp för den normandiska invasionen och var närvarande vid slaget vid Hastings. Troligen deltog han inte i själva striden, men manade på trupperna på håll.
År 1067 blev Odo earl av Kent och var under några år en betrodd kunglig minister. Vid tillfällen då Vilhelm var i Normandie tjänade han som regent av England, andra gånger ledde han de kungliga styrkorna mot rebeller. Hans exakta maktområde är dock inte helt klarlagt. Ibland följde han med Vilhelm till Normandie. Under denna tid tillägnades Odo stora landområden i England, större än någon annan förutom kungen. Han hade land i 23 grevskap, huvudsakligen i sydöst och i East Anglia.
År 1082 kom han i onåd och fängslades efter att ha planlagt en militärexpedition till Italien. Hans skäl är oklara. Historieskrivare skrev generationer senare att han längtade efter att göra sig själv till påve, men de dåtida bevisen är tvetydiga. Oavsett vad orsaken var tillbringade Odo de följande fem åren i fängelse och hans ägor drogs tillbaka av kungen liksom hans titel som earl av Kent. Däremot avsattes han inte som biskop av Bayeux.
Vilhelm övertalades motvilligt på sin dödsbädd 1087 av brodern Robert av Mortain att frige Odo. Efter kungens död återvände Odo till sitt grevskap och organiserade snart ett uppror för att stödja Vilhelms son Robert Curthose. Upproret 1088 misslyckades, och Vilhelm II av England lät, till sina sympatisörers förtret, Odo lämna riket. Odo förblev sedan i Robert av Normandies tjänst. Han följde med Robert på Första korståget, men han dog på väg till Palermo i januari eller februari 1097. 
Få positiva saker finns nedskrivna om Odo. Hans väldiga förmögenhet vanns genom utpressning och plundring. Hans ärelystnad var gränslös och hans moral låg. Men som många mäktiga inom prästerskapet vid denna tid var han en lärandets och konstens beskyddare. Han var även en god arkitekt. Han grundade Abbaye de Troarn 1059. Han återuppbyggde sitt sätes katedral och det är troligt att han beställde Bayeuxtapeten. Han kan även ha främjat en tidig version av Rolandssången. Han utvecklade katedralskolan i Bayeux och var beskyddare för många yngre män, som sedan blev betydande i prästerskapet.